# Anton Szandor LaVey
Anton Szandor LaVey (ursprünglich Howard Stanton Levey; * 11. April 1930 in Chicago, Illinois; † 29. Oktober 1997 in San Francisco, Kalifornien) war Gründer und Hohepriester der Church of Satan. LaVey nahm für sich selbst in Anspruch, als Erster den modernen Satanismus definiert und organisiert zu haben. Er war Verfasser der 1969 erschienenen Satanischen Bibel.

## Leben
Anton Szandor LaVey wurde am 11. April 1930 als Howard Stanton Levey in Chicago als Sohn von Gertrude Augusta Coulton und Michael Joseph Levey in eine säkulare jüdische Familie geboren. Was man über sein Leben weiß, geht zum großen Teil auf seine eigenen Aussagen gegenüber seiner Biographin Blanche Barton zurück, die jedoch verschiedentlich angezweifelt werden. Seine eigene Tochter Zeena bezeichnete später große Teile der Biographie ihres Vaters als „Lügenkatalog“ und „zum eigenen Vorteil produzierten Quatsch“.
LaVeys Familie zog nach Kalifornien, wo er seine frühen Jahre in der San Francisco Bay Area sowie in Globe (Arizona) verbrachte. Dort zeigte LaVey schon früh Interesse für verschiedene Instrumente, bevorzugt Tasteninstrumente wie die Pfeifenorgel und die Dampforgel, an denen er sich selbst das Klavierspielen beibrachte.
LaVey besuchte die Highschool in Globe, brach diese jedoch nach einiger Zeit ab und verließ sein Elternhaus. Er trat nach eigenen Angaben dem „Clyde Beatty Circus“ zunächst als Handlanger bei, später teilte man ihm andere Aufgabenfelder zu; so arbeitete er dort unter anderem als Raubtierdompteur und Organist.

LaVey gab später an, dass die Arbeit seine Sicht auf Religion beeinflusst habe; so schrieb er später in der 1969 veröffentlichten Satanischen Bibel:
„Samstagabends sah ich regelmäßig Männer, die lüstern die halbnackten Tanzmädchen auf dem Jahrmarkt anstarrten, und wenn ich Sonntagsmorgens die Veranstaltungen der Evangelisten in einem Zelt am anderen Ende des Festplatzes auf der Orgel begleitete, sah ich die gleichen Männer wieder. Hier saßen sie mit ihren Frauen und Kindern auf den Bänken und baten Gott um Vergebung, und Befreiung von ihren fleischlichen Trieben. Und am nächsten Samstagabend waren sie dann wieder auf dem Festplatz und starrten die Mädchen an.“
Allerdings konnte der Journalist Lawrence Wright bei seinen Recherchen keinen Beleg dafür finden, dass LaVey tatsächlich dort gearbeitet hat.
LaVey verließ Los Angeles und kehrte nach San Francisco zurück, wo er laut seiner Biografie drei Jahre als Polizeifotograf im San Francisco Police Department arbeitete, was jedoch später von Biografen angezweifelt wurde, da es keine Aufzeichnungen gab, die dies belegten.
1951 heiratete LaVey Carole Lansing, mit der er 1952 seine erste Tochter Karla bekam. 1960 trennte er sich von Lansing, nachdem er Diane Hegarty kennengelernt hatte. Die beiden heirateten nie, jedoch gebar sie 1963 seine zweite Tochter Zeena Schreck (geborene Zeena Galatea LaVey).
1967 beschäftigte LaVey in einer seiner Nachtclub-Shows eine Topless-Tänzerin namens „Sharon King“, deren wirklicher Name Susan Atkins war. Atkins war eine der Haupttäterinnen im Fall des Mordes an Roman Polańskis Ehefrau Sharon Tate, der ein Jahr später von der sogenannten Manson Family begangen wurde.
In den späten 1960er und 1970er Jahren wurde LaVey von Philosophen und Schriftstellern wie Ayn Rand, Friedrich Nietzsche, John Dee und Ragnar Redbeard beeinflusst und schrieb u. a. mehrere Essays sowie die Bücher The Satanic Bible (1969), The Compleat Witch (1971) und The Satanic Rituals (1972). Ayn Rand ist eine der wichtigsten Autorinnen, die in der Satanic Bible zitiert werden. LaVey erklärte, dass seine Religion „nur die Philosophie von Ayn Rand ist, der Zeremonien und Rituale hinzugefügt wurden“, und dass der Satanismus weit mehr mit ihrem Objektivismus gemein habe als mit jeder anderen Religion oder Philosophie.
In den 1970er Jahren plagten ihn zusehends Geldprobleme. LaVey kündigte an, dass höhere Priestergrade in der Church of Satan künftig nur noch gegen finanzielle Gegenleistungen erlangt werden könnten. Dies führte zu empörten Reaktionen seiner Anhängerschaft und letztendlich zu einer Spaltung der Church of Satan: Im Juni 1975 gründeten einige Mitglieder unter Führung von Michael Aquino den Temple of Set.
1987 heiratete LaVey seine dritte und letzte Frau, Blanche Barton, mit der er 1993 einen Sohn namens Satan Xerxes zeugte.
Am 29. Oktober 1997 starb Anton Szandor LaVey in San Francisco an einem Lungenödem infolge eines Herzfehlers. Sein Todesdatum wurde nachträglich verändert.

## Church of Satan

Das Siegel von Baphomet, ein Symbol der Church of Satan.

Nach eigenen Angaben gründete LaVey in der Walpurgisnacht am 30. April 1966 die Church of Satan und verkündete das „Year one, Anno Satanis“. In einem Teufelskostüm mit Hörnern an der Mütze zelebrierte er im Keller seines Stadthauses in San Francisco Schwarze Messen. Dadurch wurde er zum kontroversen Brennpunkt medialer Aufmerksamkeit. So besuchte er Talkshows und erschien auf den Titelseiten vieler Zeitschriften. Ob er wirklich als Berater zu Horrorfilmen wie Roman Polanskis Rosemaries Baby hinzugezogen wurde, wie er selber behauptete, ist umstritten.
In den folgenden Jahren, nachdem seine Glaubensgemeinschaft weltweit Anhänger gefunden hatte, widmete LaVey sich dem Schreiben, Lehren und Unterrichten; dabei verfasste er einige Texte, unter anderem die Satanische Bibel. Sein Ziel war es, den „wahren“, neuzeitlichen Satanismus von seinen mittelalterlichen Doktrinen zu befreien und ihn somit für alle Menschen begreifbar zu machen. Im Kern geht es in seinen Lehren um einen radikalen Materialismus und hedonistischen Individualismus, der den menschlichen Körper, das Ego und sinnliche Lust feiert. Mit diesen Wertvorstellungen war LaVey für die Hippie-Bewegung anschlussfähig, die Ende der 1960er Jahre in Kalifornien blühte. Dennoch verabscheute er sie als „psychedelisches Ungeziefer“, da er gegen die von ihnen praktizierte Gleichheit aller Menschen war. Er selbst bezeichnete sich als misogyn.
Der Religionswissenschaftler Hugh Urban sieht sowohl in den Ritualen der Church of Satan als auch in den Lehren der Satanischen Bibel Elemente der Satire und der Religionsparodie.
1994 ernannte Anton LaVey den Rockmusiker Marilyn Manson zum Priester der Church of Satan. Daraufhin widmete ihm der Musiker seine 1998, ein Jahr nach dem Tod von LaVey, erschienene Autobiografie The Long Hard Road out of Hell.

## Bibliographie
- The Satanic Bible. Avon Books, New York NY 1969, ISBN 0-380-01539-0.
  - Deutsch: Die Satanische Bibel. Second Sight Books, Berlin 1999, ISBN 3-00-004343-8.
- The Compleat Witch, or, What to do When Virtue Fails. Dodd, Mead & Co., New York NY 1971, ISBN 0-396-06266-0. Neufassung 1989 unter dem Titel The Satanic Witch.
- The Satanic Rituals. Avon Books, New York NY 1972, ISBN 0-380-01392-4.
- The Satanic Witch. Feral House, Portland OR 1989, ISBN 0-922915-00-8.
  - Deutsch: Die satanische Hexe. Übersetzt von Ingrid Meyer. Index-Verlag, Zeltingen-Rachtig 2009, ISBN 978-3-936878-17-2.
- The Devil’s Notebook. Feral House, Portland OR 1992, ISBN 0-922915-11-3 (Essays).
- Satan Speaks! Einführung von Blanche Barton und Vorwort von Marilyn Manson. Feral House, Venice CA 1998, ISBN 0-922915-66-0 (Essays).
- Letters from the Devil : : The Lost Writing of Anton Szandor LaVey by Anton Szandor LaVey. Underworld Amusements, 2010, ISBN 978-0-557-43173-1 (Sammlung von 60 Zeitungsartikeln).

Deutsche Ausgaben:
- Die satanischen Essays : Des Teufels Notizbuch; Jetzt spricht Satan. Übersetzt von Ingrid Meyer. Second Sight Books, Berlin 2001, ISBN 3-935684-04-5 (enthält Essays aus The Devil’s Notebook und Satan Speaks!). Neuausgabe: Die satanischen Essays. Index-Verlag, Zeltingen-Rachtig 2009, ISBN 978-3-936878-16-5.
- Die Satanische Bibel und ihre Rituale. Second Sight Books, Berlin 2003, ISBN 3-935684-05-3 (enthält The Satanic Bible und The Satanic Rituals). Neuausgabe: Index-Verlag, Zeltingen-Rachtig 2013, ISBN 978-3-936878-26-4.

2018 erschien im Index-Verlag eine Kassette mit 5 Bänden ISBN 978-3-936878-34-9, die neben drei Büchern von LaVey (Die Satanische Bibel und ihre Rituale, Die satanische Hexe und Die satanischen Essays) auch Die satanischen Schriften von Peter H. Gilmore und Die satanischen Bekenntnisse des Anton Szandor LaVey von Blanche Barton enthielt.

## Diskografie
- The Satanic Mass, LP (1968, wiederveröffentlicht 1994 und 2001)
- Answer Me/Honolulu Baby, 7"-Single (1994, wiederveröffentlicht 2001)
- Strange Music, 10"-EP (1994)
- Satan Takes a Holiday, CD (1995)